# Kamieniec (grodzisko)

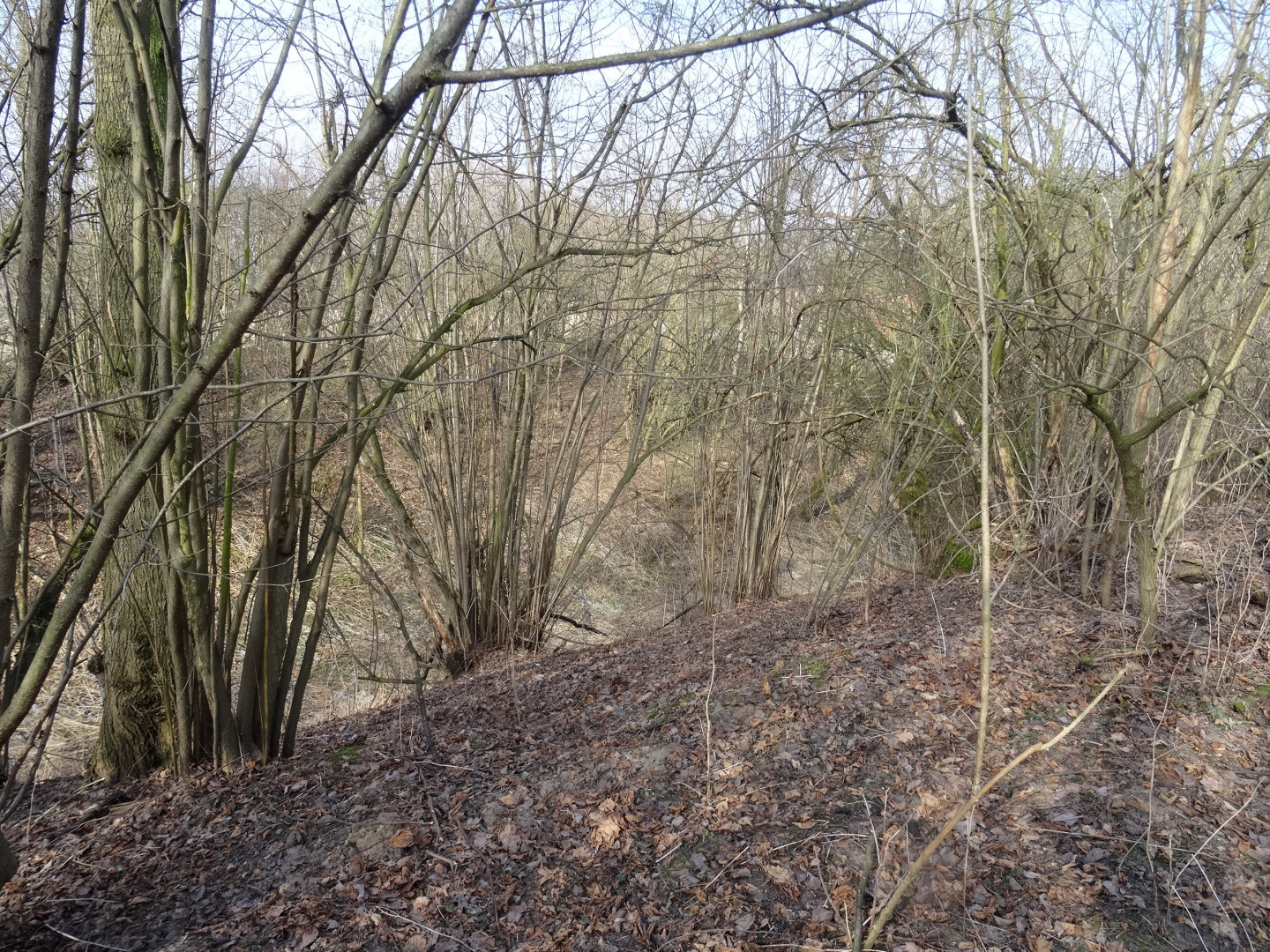
Widok z wierzchołka grodziska - widoczne ślady fosy

Kamieniec – grodzisko kultury łużyckiej (700–500 lat p.n.e.), położone u nasady zakola dolnej Wisły.

## Lokalizacja
Grodzisko zlokalizowane jest w gminie Zławieś Wielka w powiecie toruńskim naprzeciw Solca Kujawskiego. Znajduje się na wyraźnym pagórku u podnóża Kanału Dolnego w dolinie Wisły, w miejscu gdzie rzeka ta rozpoczyna wielki zakręt w kierunku Morza Bałtyckiego.

## Charakterystyka
Kamieniec uznaje się za strażnicę kontrolującą dogodne przejścia przez Wisłę w okresie kultury łużyckiej i później m.in. w okresie funkcjonowania szlaku bursztynowego. Czas jego świetności oszacowano na okres halsztacki (700–550 lat p.n.e.) Grodzisko niegdyś miało kształt owalny i zwieńczało wierzchołek wzniesienia. Z biegiem stuleci zsuwało się do Wisły pod wpływem erozji, wywoływanej powodziami. Do czasów dzisiejszych zachowała się tylko północna część grodziska, mniejsza od połowy pierwotnej powierzchni (20 × 80 m). Obiekt od północy otoczony jest wałem o wysokości 3 m. Wierzchołek grodziska otacza dookoła sucha fosa, a od strony południowej - Kanał Dolny (ciek w dolinie Wisły).

## Prace wykopaliskowe
Badania archeologiczne grodziska prowadził w latach 1936–1938 Jacek Delekta z Torunia. Od strony wewnętrznej grodziska odkryto ślady słupów chat oraz jamy paleniskowe z resztkami potłuczonych naczyń, zwęglonych ziaren grochu i pszenicy oraz brązowych i żelaznych ozdób i innych przedmiotów. Odkryto liczne przedmioty codziennego użytku, jak: przęśliki gliniane, żarna, naczynia zasobowe – amfory, dochodzące do pojemności 50 litrów. Znaleziono również formy odlewnicze wykonane z gliny do wytwarzania przedmiotów z brązu. Od strony północnej odkryto ślady bramy wjazdowej. Pierwotna długość wjazdu wynosiła 10,5 m, a szerokość od 3,5 m. Wjazd do grodu obramowany był balami dębowymi. U wejścia do bramy natrafiono na szkielety ludzi i koni oraz groty strzał scytyjskich.
Podstawą egzystencji mieszkańców była przede wszystkim gospodarka hodowlana (bydło, owce). Poza tym uprawiano: proso, pszenicę, bób celtycki, wykę, groch i stokłosę. W obrębie osady znaleziono przedmioty znane z terenów zwartego rozprzestrzeniania się kultury scytyjskiej (VII-III w. p.n.e.) Po upadku kultury łużyckiej, okolice grodu zasiedlali przedstawiciele kultury wschodniopomorskiej (grobów skrzynkowych), a następnie ludność prasłowiańska. Wzmianka pisana o wsi Kamień znajduje się w przywileju Bolesława Szczodrego z 1065 roku dla klasztoru benedyktynów w Mogilnie. Miejscowość Kamieniec (Steinort) zniknęła z rejestrów gruntowych i map geodezyjnych na początku XX w.

## Szlaki turystyczne
W pobliżu grodziska Kamieniec przebiegają szlaki turystyczne:
- pieszy szlak turystyczny „im. Krystyny Wyrostkiewicz” (dawniej „Orlich Gniazd”) o długości 14,8 km, wiodący z Ostromecka wzdłuż zakola dolnej Wisły przez Kamieniec z powrotem do Ostromecka[2],
- szlak rowerowy „Po Dolinie Dolnej Wisły” Cierpice – Bydgoszcz – Świecie – Nowe – Gniew – Tczew – Kwidzyn – Grudziądz – Świecie – Ostromecko – Zamek Bierzgłowski.